# Gedemilitariseerde zone

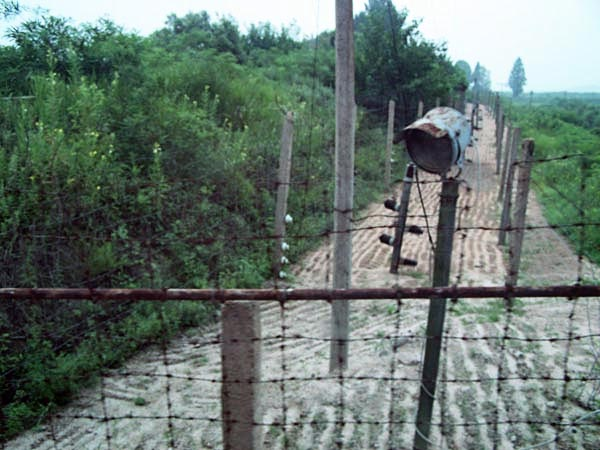
Een ingang van een deel van DMZ Korea

Een gedemilitariseerd gebied of gedemilitariseerde zone is een bufferzone tussen twee landen waar spanningen tussen bestaan, die verplicht vrijgemaakt is van de aanwezigheid van militairen.
Voorbeelden van gedemilitariseerde zones zijn:
- VN-Bufferzone Cyprus: de grens tussen het Turkse en Griekse deel van Cyprus. (1974-heden)
- DMZ Vietnam: de scheiding tussen Noord-Vietnam en Zuid-Vietnam. (1954-1976)
- DMZ Korea: de scheiding tussen Noord-Korea en Zuid-Korea. (1953-heden)
- SDBZ Soedan: de grens tussen Soedan en Zuid-Soedan. (2011-heden)
- UNDOF gedemilitariseerde zone op de Golanhoogten tussen Israël en Syrië (1974-2012 en 2018- )

In sommige gevallen worden andere gebieden dan bufferzones gedemilitariseerd. Zo zouden de 12 Griekse Dodekanesos-eilanden nabij de Turkse kust volgens de Vrede van Parijs (1947) permanent gedemilitariseerd blijven.